# 加藤ひとみ
加藤 ひとみ（かとう ひとみ）は、日本の編集技師である。愛知県出身。

## 概歴
2003年、日本映画学校（現・日本映画大学）卒業。
アニメ制作会社「東京キッズ」に入社、今井剛に師事。映画とアニメの編集を学ぶ。
2004年に今井剛編集室「Luna-parc」に移籍。
行定勲監督「世界の中心で、愛をさけぶ」、李相日監督「フラガール」等の編集助手をつとめ、
2007年、技師としてデビュー。
2015年からフリーランス。

## フィルモグラフィー

### 長編映画
- ロストパラダイス・イン・トーキョー（白石和彌監督 / 2010年）
- アブラクサスの祭（加藤直輝監督 / 2010年）
- しあわせのパン（三島有紀子監督 / 2012年）
- 凶悪（白石和彌監督 / 2013年）
- 燦燦 さんさん（外山文治監督 / 2013年）
- 万能鑑定士Q -モナ・リザの瞳-（佐藤信介監督 / 2014年）
- ぶどうのなみだ（三島有紀子監督 / 2014年）
- 繕い裁つ人（三島有紀子監督 / 2015年）
- 恋する・ヴァンパイア（鈴木舞監督 / 2015年）
- 女子の事件は大抵、トイレで起こるのだ。《前編 入る？ /  後編 出る！》（白石和彌監督 / 2015年）
- のぞきめ（三木康一郎監督 / 2016年）
- 日本で一番悪い奴ら（白石和彌監督 / 2016年）
- 少女（三島有紀子監督 / 2016年）
- 日活ロマンポルノ・リブート・プロジェクト「牝猫たち」（白石和彌監督 / 2017年）
- 幼な子われらに生まれ（三島有紀子監督 / 2017年）
- 彼女がその名を知らない鳥たち（白石和彌監督 / 2017年）
- サニー/32（白石和彌監督 / 2018年）
- 孤狼の血（白石和彌監督 / 2018年）
- 止められるか、俺たちを（白石和彌監督 / 2018年）
- ビブリア古書堂の事件手帖（三島有紀子監督 / 2018年）
- ねことじいちゃん（岩合光昭監督 / 2019年）
- 麻雀放浪記2020（白石和彌監督 / 2019年）
- チア男子!!（風間太樹監督 / 2019年）
- 凪待ち（白石和彌監督 / 2019年）
- ひとよ (映画)（白石和彌監督 / 2019年）
- Red (島本理生)（三島有紀子監督 / 2020年）
- ソワレ（外山文治監督 / 2020年）
- 孤狼の血 LEVEL2（白石和彌監督 / 2021年）
- 死刑にいたる病 （白石和彌監督 / 2022年）
- チェリまほ THE MOVIE ～30歳まで童貞だと魔法使いになれるらしい～（風間太樹監督 / 2022年）
- 東京組曲2020（三島有紀子監督 / 2023年）
- 一月の声に歓びを刻め（三島有紀子監督 / 2024年）
- バジーノイズ（風間太樹監督 / 2024年）
- 碁盤斬り（白石和彌監督 / 2024年）
- 十一人の賊軍（白石和彌監督 / 2024年）

### 短編映画
- 破れたハートを売り物に「オヤジファイト」（三島有紀子監督 / 2015年）
- わさび (映画)（外山文治監督 / 2017年）
- 春なれや（外山文治監督 / 2017年）
- 冬の糸（外山文治監督 / 2017年）
- DIVOC-12｢よろこびのうた」（三島有紀子監督 / 2021年）

### アニメ
- サンリオアニメシュガーバニーズシリーズ
- 人類は衰退しました

### テレビドラマ
- アザミ嬢のララバイ「死者は死んだ羊の夢を見るか?」（三島有紀子監督 / 2010年 / 毎日放送）
- WOWOWミッドナイトドラマ「人間昆虫記」（全7話）（白石和彌監督 / 2011年 / WOWOW）
- D×TOWN 第一弾「スパイダーズなう」（全4話）（青山真治監督 / 2012年 / テレビ東京）
- D×TOWN 第五弾「心の音（ココノネ)」（全4話）（三島有紀子監督 / 2012年 / テレビ東京）
- 石坂線物語 （全3話）（2012年 / NHK大津放送局）
- オトナグリム （三木康一郎監督 / 2014年 / フジテレビ）
- 連続ドラマW「硝子の葦」（全4話）（三島有紀子監督 / 2015年 / WOWOW）
- ドラマ24フルーツ宅配便（全12話）（白石和彌・沖田修一・是安祐監督） （2019年 / テレビ東京）
- 木曜ドラマF「おじさんはカワイイものがお好き。」（全5話）（熊坂出監督 / 2020年 / 読売テレビ）
- ドラマ10「半径5メートル」（全9話）（三島有紀子監督 / 2021年 / NHK総合）

### テレビドキュメンタリー他
- NNNドキュメント'14「迷路の出口を求めてI〜ストーカーの心の奥底をのぞく」ギャラクシー賞奨励賞受賞-語り；渡辺いっけい（演出 田淵俊彦 / 2014年 / NNN系列局）
- NNNドキュメント'14「迷路の出口を求めてII〜ストーカー 最新治療70日間」ギャラクシー賞奨励賞受賞-語り；渡辺いっけい（演出 田淵俊彦 / 2014年 /NNN系列局）
- NNNドキュメント'16「障害プラスα〜自閉症スペクトラムと少年事件との間に〜」ギャラクシー賞奨励賞受賞-語り；柳楽優弥（演出 田淵俊彦 / 2016年 /NNN系列局）
- 「吉高由里子 in 瀬戸内 アート×絶景×島めぐり」/ 2016年 (NHK総合)
- 100分de名著 ガンディー「獄中からの手紙」 / 2017年 (Eテレ)
- 「スピリチュアル・ジャパン」 お盆篇 / 雪篇 / 鬼篇（NHK WORLD TV）
- 岩合光昭の世界ネコ歩きロサンゼルス / 富士・静岡（NHK）
- BSプレミアム｢そして、水色の家は残った～“世田谷イチ”古い洋館の135年物語～」 / 2023年 (NHK)

### 配信ドラマ
- 魔法のiらんど「Re:涙雨、」（池田千尋監督 / 2009年）
- 魔法のiらんど 「最恐ダーリン」（三島有紀子監督 / 2009年）
- 魔法のiらんど 「MARIA18-20」（原正之・高橋泉監督 / 2010年）
- sweet9flowers （平川雄一朗監督 / 2010年）
- 恋色円舞（佐藤信介監督 / 2010年)
- 恋は雨上がりのように〜ポケットの中の願いごと（風間太樹監督 / 2018年)
- 仮面ライダーBLACK SUN（白石和彌監督 / 2022年）[1]
- Netflixドラマシリーズ極悪女王（白石和彌監督 / 2024年）

### MV
- タルトタタン「しょうがないマイラブ/入り鉄砲に出女」（2012年）
- 星屑スキャット「新宿シャンソン」（2018年）
- 曽我部恵一「なんだっけ？」（2018年）

### その他
- 三重県PR映像　「三重Uターンサミット」（2015年）
- 乃木坂46 齋藤飛鳥＆橋本奈々未 「あなたがキライ」（2015年）

## 受賞歴
第24回日本映画テレビ編集協会賞（JSE賞） （2017年『彼女がその名を知らない鳥たち』）
第42回日本アカデミー賞優秀編集賞（2018年『孤狼の血』）
第45回日本アカデミー賞優秀編集賞（2021年『孤狼の血 LEVEL2』）